# Handbjerg Sogn
Handbjerg Sogn er et sogn i Holstebro Provsti (Viborg Stift).
I 1800-tallet var Handbjerg Sogn i Hjerm Herred anneks til Ryde Sogn i Ginding Herred - begge herreder hørte til Ringkøbing Amt. De to sogne var selvstændige sognekommuner. Ved kommunalreformen i 1970 blev både Ryde og Handbjerg indlemmet i Vinderup Kommune, der ved strukturreformen i 2007 indgik i Holstebro Kommune.
I Handbjerg Sogn ligger Handbjerg Kirke.
I sognet findes følgende autoriserede stednavne:
- Gade (bebyggelse)
- Handbjerg (bebyggelse)
- Handbjerg Strand (bebyggelse)
- Nedergårdsminde (bebyggelse)
- Sønderby (bebyggelse)
- Tindskov (bebyggelse)